# Chromoproteiny
Chromoproteiny – białka złożone zawierające grupę prostetyczną pochłaniającą promieniowanie elektromagnetyczne w zakresie widzialnym (chromofor), dając w efekcie zabarwienie. Typowymi chromoforami są w nich porfiryny zawierające atomy metali. 
Wśród chromoprotein wyróżnia się 4 grupy: hemochromy (np. hemoglobina, chlorokruoryna i hemocyjanina), cytochromy, fitochromy (np. czerwona fikoerytryna i niebieska fikocyjanina) oraz flawoproteiny. Chromoproteiną jest także rodopsyna, za barwę której odpowiada retinal. Ponadto istnieje grupa syntetycznych antybiotyków chromoproteinowych o działaniu przeciwnowotworowym, zawierających ugrupowanie enodiynowe (−C≡C−C=C−C≡C−), do których zalicza się neokardinostatynę, kedarcydynę i C-1027.